# 三星Galaxy A7
Samsung Galaxy A7是由三星電子製造的一款Android智能手機，在2015年2月發佈。

## 技術規格
- 後置攝像頭：1300萬像素[3]
- 前置攝像頭：500萬像素
- 內存：2 GB RAM [4]
- 存儲：16 GB
- 電池：2600 mAh
- 尺寸：5.5 寸
- 操作系統：Android 4.4 KitKat （已可升級Andorid 6.0.1）
- 重量：141克
- Super AMOLED 電容式觸摸屏
- 螢幕解析度：1920x1080像素[5]